# Saison 2006-2007 du FC Sochaux-Montbéliard
Maillots
Chronologie
Saison précédente Saison suivante
La saison 2006-2007 du FC Sochaux-Montbéliard est la 59e saison du club en Ligue 1.
La saison est marquée par le retour de la stabilité dans le club après « l'ère Guy Lacombe » et « la transition Dominique Bijotat ». Après avoir perdu de nombreux joueurs cadres les saisons précédentes, le club renoue avec un effectif stable et de qualité, sous la houlette du nouvel entraineur Alain Perrin. Le club termine à la septième place du championnat de Ligue 1 et remporte deux titres, la Coupe de France et la Coupe Gambardella.

## Résultats en compétitions nationales
- Ligue 1 : 7e avec 57 points, 5e attaque avec 46 buts marqués, 15e défense avec 48 buts encaissés, 7e à domicile (36 pts/Diff.+7), 5e à l'extérieur (21 pts/Diff.-9)
- Coupe de France: Vainqueur en finale contre l'Olympique de Marseille
- Coupe de la Ligue: élimination en 1/4 de finale par Le Mans UC

## Transferts

### Mercato d'été
| Nom                            | Nationalité | Contrat         | Provenance/Destination      |
| Arrivées                       |             |                 |                             |
| Alain Perrin (Entraîneur)      | France      | 2 ans           | Libre                       |
| Valter Birsa                   | Slovénie    | 4 ans           | ND Gorica (SLO)             |
| Jérémie Bréchet                | France      | 2 ans           | Real Sociedad (ESP)         |
| Jérémy Gavanon                 | France      | 3 ans           | O. de Marseille (L1)        |
| Jérôme Leroy                   | France      | 2 ans           | Betar Jérusalem (ISR)       |
| Anthony Le Tallec              | France      | Prêt avec OA    | Liverpool FC (ANG)          |
| Stéphane Pichot                | France      | 3 ans           | Paris SG (L1)               |
| Álvaro Santos                  | Brésil      | 4 ans           | FC Copenhague (DEN)         |
| Karim Ziani                    | Algérie     | 3 ans           | FC Lorient (L2)             |
| Ivan Perisic                   | Croatie     | 4 ans           | Hajduk Split (CRO)          |
| Départs                        |             |                 |                             |
| Dominique Bijotat (Entraîneur) | France      | Contrat résilié |                             |
| Aimé Lavie                     | France      | Contrat résilié |                             |
| Fabien Boudarène               | France      | Fin de contrat  | Dijon FCO (L2)              |
| Araujo Ilan                    | Brésil      | Transféré 6M    | AS Saint-Étienne (L1)       |
| Alexandre Martinovic           | France      | Transfert       | La Gantoise (BEL)           |
| Mourad Meghni                  | France      | Retour de prêt  | Bologne FC (ITA)            |
| Jérémy Ménez                   | France      | Transfert       | AS Monaco (L1)              |
| Jean Calvé                     | France      | Transfert       | Le Mans UC (L1)             |
| Weldon                         | Brésil      | Retour de prêt  | Cruzeiro (BRE)              |
| Pape Habib Sow                 | Sénégal     | Fin de contrat  | Entente SSG (National)      |
| Ahmed Samir Farag              | Égypte      | Contrat résilié |                             |
| Thomas Régnier                 | France      | Prêt            | SO Châtellerault (National) |
| Cédric Rey                     | France      | Prêt            | AS Beauvais (National)      |
| Miranda                        | Brésil      | Prêt            | São Paulo FC (BRE)          |
| Maxime Josse                   | France      | Prêt            | Stade brestois (L2)         |
| Benjamin Genghini              | France      | Prêt            | Raon-l'Étape (National)     |
| Arnaud Bühler                  | Suisse      | Prêt avec O.A.  | FC Sion (SUI)               |
| Souleymane Diawara             | Sénégal     | Transfert       | Charlton Athletic (ANG)     |
| Jaouad Zaïri                   | Maroc       | Transfert       | Boavista FC (POR)           |

### Mercato d'hiver
| Nom              | Nationalité | Contrat                 | Provenance/Destination |
| Arrivées         |             |                         |                        |
| Sébastien Grax   | France      | Prêt (6 mois avec O.A.) | AS Monaco (L1)         |
| Fousseni Diawara | Mali        | Prêt (6 mois)           | AS Saint-Étienne (L1)  |
| Départs          |             |                         |                        |
| -                | -           | -                       | -                      |

## Saison

### Championnat de L1 2006/2007
| Date     | Domicile              | Score | Visiteurs                                  | Buteur(s) | Carton(s) | Spect. | Arbitre        | Class. |
| 05/08/06 | Saint-Etienne         | 1-2   | Sochaux                                    | Association sportive de Saint-Étienne Loire Piquionne 17e Football Club Sochaux-Montbéliard Leroy 22e Ziani 75e                                       | Association sportive de Saint-Étienne Loire Sablé 52e Football Club Sochaux-Montbéliard Leroy 62e Diawara 85e                                                                  | 32 786 | T. Auriac      | 4      |
| 12/08/06 | Sochaux               | 1-1   | Auxerre                                    | Football Club Sochaux-Montbéliard Birsa 52e Association de la jeunesse auxerroise Mathis 13e                                                          | Football Club Sochaux-Montbéliard Association de la jeunesse auxerroise Kahlenberg 71e                                                                                         | 14 759 | B. Ruffray     | 6      |
| 19/08/06 | Sedan                 | 1-1   | Sochaux                                    | Club Sportif Sedan Ardennes Lachor 87sp Football Club Sochaux-Montbéliard Quercia 16e                                                                 | Club Sportif Sedan Ardennes Marin 35e Football Club Sochaux-Montbéliard Bréchet 28e et Mezague 62e                                                                             | 11 227 | P. Kalt        | 8      |
| 27/08/06 | Sochaux               | 3-2   | PSG                                        | Football Club Sochaux-Montbéliard Ziani 30e 81sp Séne 36e Paris Saint-Germain Football Club Pauleta 70e 75e                                           | Football Club Sochaux-Montbéliard Richert 71e Paris Saint-Germain Football Club Pauleta 45e Mendy 51e Pancrate 79e Yepes 80e Kalou 84e                                         | 16 317 | T. Chapron     | 6      |
| 09/09/06 | Rennes                | 2-1   | Sochaux                                    | Stade rennais Jeunechamp 54e Monterrubio 62sp Football Club Sochaux-Montbéliard Alvaro 56e                                                            | Stade rennais Sorlin 87e Football Club Sochaux-Montbéliard Pichot 14e Richert 29e Leroy 43e Afolabi 58e Séne 65e Alvaro 78e                                                    | 21 526 | A. Castro      | 8      |
| 17/09/06 | Sochaux               | 0-3   | RC Lens                                    | Football Club Sochaux-Montbéliard RC Lens Aruna 11e Keita 55e Jussiê 60e                                                                              | Football Club Sochaux-Montbéliard Tošic 69e RC Lens Vignal 28e Aruna 40e | 12 363 | S. Ennjimi     | 12     |
| 23/09/06 | Le Mans               | 2-2   | Sochaux                                    | Le Mans Union Club 72 Samassa 15e Fanchone 68e Football Club Sochaux-Montbéliard Quercia 2e Séne 71e                                                  | Le Mans Union Club 72 Romaric 71e Football Club Sochaux-Montbéliard Le Tallec 83e Tošic 88e                                                                                    | 9 452  | H.Picirillo    | 11     |
| 30/09/06 | Sochaux               | 0-1   | Lyon                                       | Football Club Sochaux-Montbéliard Olympique lyonnais Wiltord 77e                                                                                      | Football Club Sochaux-Montbéliard Afolabi 35e Tošic 68e Olympique lyonnais Fred 87e                                                                                            | 18 788 | B. Coue        | 13     |
| 14/10/06 | Nantes                | 0-2   | Sochaux                                    | Football Club de Nantes Football Club Sochaux-Montbéliard Afolabi 28e Alvaro 47sp                                                                     | Football Club de Nantes Norbert 66e Football Club Sochaux-Montbéliard Afolabi 18e El-Bounadi 36e Leroy 63e                                                                     | 26 904 | J.-C. Cailleux | 10     |
| 21/10/06 | Sochaux               | 2-1   | Bordeaux                                   | Football Club Sochaux-Montbéliard Alvaro 4e Birsa 70e Football Club des Girondins de Bordeaux Ducasse 90+2sp                                          | Football Club Sochaux-Montbéliard Le Tallec 63e Pichot 81e Birsa 86e Football Club des Girondins de Bordeaux Perea 43e Jurietti 45e Faubert 71e Henrique 90e                   | 13 475 | S. Lannoy      | 8      |
| 28/10/06 | Toulouse FC           | 1-2   | Sochaux                                    | Toulouse FC Batlles 21e Football Club Sochaux-Montbéliard Alvaro 32sp Ziani 86e                                                                       | Toulouse FC Dieuze 32e Bergougnoux 56e Football Club Sochaux-Montbéliard Le Tallec 28e N'Daw 44e Séne 86e                                                                      | 19 853 | B. Layec       | 7      |
| 04/11/06 | Sochaux               | 1-0   | Troyes                                     | Football Club Sochaux-Montbéliard N'Daw 67e Espérance Sportive Troyes Aube Champagne                                                                  | Football Club Sochaux-Montbéliard Bréchet 35e Pitau 42e Ziani 90e Espérance Sportive Troyes Aube Champagne Nivet 41e Kouassi 53e Paisley 73e                                   | 16 740 | S. Biton       | 5      |
| 11/11/06 | Nice                  | 0-0   | Sochaux                                    | Olympique gymnaste club Nice Côte d'Azur Football Club Sochaux-Montbéliard                                                                            | Olympique gymnaste club Nice Côte d'Azur Football Club Sochaux-Montbéliard Pitau 27e Isabey 58e Tošic 79e                                                                      | 10 688 | S. Bré         | 5      |
| 18/11/06 | Sochaux               | 0-0   | LOSC Lille Métropole                       | Football Club Sochaux-Montbéliard LOSC Lille Métropole                                                                                                | Football Club Sochaux-Montbéliard N'Daw 78e LOSC Lille Métropole Tafforeau 72e Tavlarídis 90e                                                                                  | 12 397 | P. Malige      | 7      |
| 25/11/06 | Lorient               | 1-3   | Football Club Lorient-Bretagne Sud Sochaux | Football Club Lorient-Bretagne Sud Football Club Sochaux-Montbéliard Le Tallec 22e 24e Ziani 45esp                                                    | Football Club Lorient-Bretagne Sud Abriel 65e Football Club Sochaux-Montbéliard Le Tallec 67e Afolabi 88e                                                                      | 12 513 | T. Auriac      | 4      |
| 02/12/06 | Sochaux               | 1-0   | Marseille                                  | Football Club Sochaux-Montbéliard Afolabi 77e Olympique de Marseille                                                                                  | Football Club Sochaux-Montbéliard Afolabi 86e Olympique de Marseille Zubar 76e M'Bami 80e                                                                                      | 19 990 | P. Kalt        | 4      |
| 09/12/06 | Valenciennes          | 0-0   | Sochaux                                    | Valenciennes Football Club Football Club Sochaux-Montbéliard                                                                                          | Valenciennes Football Club Bezzaz 43e Flachez 70e Football Club Sochaux-Montbéliard                                                                                            | 12 889 | J.-C. Cailleux | 4      |
| 16/12/06 | Monaco                | 3-0   | Sochaux                                    | Association sportive de Monaco football club Leko 6e Ménez 59e Touré 59e Football Club Sochaux-Montbéliard                                            | Association sportive de Monaco football club Perez 85e Football Club Sochaux-Montbéliard Pichot 57e Séne 82e                                                                   | 11 292 | S. Lannoy      | 5      |
| 23/12/06 | Sochaux               | 2-1   | Nancy                                      | Football Club Sochaux-Montbéliard Ziani 62e 65esp Association Sportive Nancy-Lorraine Puygrenier 10e                                                  | Football Club Sochaux-Montbéliard Ziani 13e Tošic 43e Association Sportive Nancy-Lorraine Brison 12e Lécluse 38e Diakhaté 49e Curbelo 78e 84e                                  | 17 700 | B. Coue        | 3      |
| 13/01/07 | Auxerre               | 1-0   | Sochaux                                    | Association de la jeunesse auxerroise Jelen 86e Football Club Sochaux-Montbéliard                                                                     | Association de la jeunesse auxerroise Ba 73e Football Club Sochaux-Montbéliard Quercia 34e                                                                                     | 7 066  | L. Jaffredo    | 4      |
| 24/01/07 | Sochaux               | 1-1   | Sedan                                      | Football Club Sochaux-Montbéliard Alvaro 62e Club Sportif Sedan Ardennes Job 21e                                                                      | Football Club Sochaux-Montbéliard Club Sportif Sedan Ardennes | 9 930  | B. Layec       | 6      |
| 27/01/07 | PSG                   | 0-0   | Sochaux                                    | Paris Saint-Germain Football Club Football Club Sochaux-Montbéliard                                                                                   | Paris Saint-Germain Football Club Rothen 74e Rodriguez 83e Football Club Sochaux-Montbéliard Pitau 76e                                                                         | 31 119 | S. Bré         | 6      |
| 03/02/07 | Sochaux               | 0-0   | Rennes                                     | Football Club Sochaux-Montbéliard Stade rennais | Football Club Sochaux-Montbéliard Stade rennais | 10 477 | H. Piccirillo  | 5      |
| 10/02/07 | RC Lens               | 3-1   | Sochaux                                    | RC Lens Hilton 28e Keïta 30e Aruna 58e Football Club Sochaux-Montbéliard Tošic 85e                                                                    | RC Lens Monterrubio 73e Football Club Sochaux-Montbéliard Pichot 76e | 31 122 | A. Castro      | 6      |
| 17/02/07 | Sochaux               | 2-0   | Le Mans                                    | Football Club Sochaux-Montbéliard Alvaro 14e Yebda 79ecsc Le Mans Union Club 72                                                                       | Football Club Sochaux-Montbéliard Tošic 85e Le Mans Union Club 72 Camara 85e                                                                                                   | 9 996  | P. Kalt        | 4      |
| 24/02/07 | Lyon                  | 3-3   | Sochaux                                    | Olympique lyonnais Baroš 40e Wiltord 90e Juninho 93e Football Club Sochaux-Montbéliard Alvaro 9e Ziani 29esp Grax 86e                                 | Olympique lyonnais Juninho 30e Réveillère 45e Berthod 74e Cris 80e Football Club Sochaux-Montbéliard Bréchet 54e Ziani 58e Pichot 64e Diawara 92e                              | 40 363 | B. Layec       | 4      |
| 03/03/07 | Sochaux               | 1-2   | Nantes                                     | Football Club Sochaux-Montbéliard Alvaro 34esp Football Club de NantesPayet 23e Keșerü 51e                                                            | Football Club Sochaux-Montbéliard Football Club de NantesFae 35e Guillon 45e Das Neves 81e                                                                                     | 14 165 | L. Jaffredo    | 5      |
| 10/03/07 | Girondins de Bordeaux | 2-0   | Sochaux                                    | Girondins de Bordeaux Micoud 45+1e Cavenaghi 90+1e Football Club Sochaux-Montbéliard                                                                  | Girondins de Bordeaux Mavuba 9e Ramé 88e Cavenaghi 90e Football Club Sochaux-Montbéliard Afolabi 6e                                                                            | 25 128 | B. Coué        | 6      |
| 17/03/07 | Sochaux               | 4-2   | Toulouse FC                                | Football Club Sochaux-Montbéliard Grax 21e 55e Leroy 33e Isabey 64e Toulouse FC Mansaré 88e Emana 90+2e                                               | Football Club Sochaux-Montbéliard Toulouse FC | 11 485 | S. Bré         | 5      |
| 01/04/07 | Troyes                | 0-1   | Sochaux                                    | Espérance Sportive Troyes Aube Champagne Football Club Sochaux-Montbéliard Romain Pitau 33e                                                           | Espérance Sportive Troyes Aube Champagne Faye 59e Enza Yamissi 62e Matuidi 76e Ferreira 90+1e Football Club Sochaux-Montbéliard Afolabi 59e Ziani 62e Brunel 90+1e N'Daw 90+2e | 11 554 | J.C. Cailleux  | 4      |
| 07/04/07 | Sochaux               | 1-1   | Nice                                       | Football Club Sochaux-Montbéliard Dagano 71e Olympique gymnaste club Nice Côte d'Azur Bellion 88e                                                     | Football Club Sochaux-Montbéliard Olympique gymnaste club Nice Côte d'Azur Diakité 75e                                                                                         | 16 759 | B. Layec       | 5      |
| 14/04/07 | LOSC Lille Métropole  | 2-0   | Sochaux                                    | LOSC Lille Métropole Fauvergue 50e Mirallas 66e Football Club Sochaux-Montbéliard                                                                     | LOSC Lille Métropole Bastos 44e Schmitz 90+2e Football Club Sochaux-Montbéliard Quercia 59e                                                                                    | 14 454 | S. Biton       | 5      |
| 21/04/07 | Sochaux               | 1-1   | Lorient                                    | Football Club Sochaux-Montbéliard Grax 73e Football Club Lorient-Bretagne Sud Gignac 57e                                                              | Football Club Sochaux-Montbéliard Quercia 41e Football Club Lorient-Bretagne Sud Ciani 70e                                                                                     | 13 952 | A. Castro      | 7      |
| 28/04/07 | Marseille             | 4-2   | Sochaux                                    | Olympique de Marseille Cana 14e Cissé 70e Nasri 74e Ribéry 86e Football Club Sochaux-Montbéliard Leroy 6e Rodriguez 90+2ecsc                          | Olympique de Marseille Cana 56e Ribéry 72e Football Club Sochaux-Montbéliard Ziani 41e                                                                                         | 55 000 | L. Duhamel     | 7      |
| 05/05/07 | Sochaux               | 1-0   | Valenciennes                               | Football Club Sochaux-Montbéliard Le Tallec 89e Valenciennes Football Club                                                                            | Football Club Sochaux-Montbéliard Séne 59e Valenciennes Football Club Haddad 60e                                                                                               | 15 657 | B. Coué        | 7      |
| 09/05/07 | Sochaux               | 2-1   | Monaco                                     | Football Club Sochaux-Montbéliard Touré 29e (csc) Grax 82e Association sportive de Monaco football clubPiquionne 45e                                  | Football Club Sochaux-Montbéliard Pichot 73e Brunel 89e Association sportive de Monaco football club Touré 67e                                                                 | 13 451 | H. Piccirillo  | 5      |
| 19/05/07 | Nancy                 | 5-2   | Sochaux                                    | Association Sportive Nancy-Lorraine Fortuné 20e 80e Puygrenier 32e Gavanon 68e Sauget 90+1e Football Club Sochaux-Montbéliard Birsa 44e Dagano 90ecsc | Association Sportive Nancy-Lorraine Football Club Sochaux-Montbéliard Séne 18e N'Daw 65e                                                                                       | 19 503 | L. Jaffredo    | 7      |
| 26/05/07 | Sochaux               | 1-0   | Saint-Etienne                              | Football Club Sochaux-Montbéliard Le Tallec 18e Association sportive de Saint-Étienne Loire                                                           | Football Club Sochaux-Montbéliard Association sportive de Saint-Étienne Loire Dabo 42e Ilunga 67e Landrin 68e                                                                  | 19 938 | F. Fautrel     | 7      |

#### Buteurs
- Karim Ziani, Álvaro Santos: 8 buts
- Sébastien Grax: 5 buts
- Anthony Le Tallec: 4 buts
- Jérôme Leroy, Valter Birsa: 3 buts
- Rabiu Afolabi, Julien Quercia, Badara Séne, Moumouni Dagano: 2 buts
- Guirane N'Daw, Duško Tošić, Mickaël Isabey, Romain Pitau: 1 but
- Hassan Yebda (Le Mans UC), Julien Rodriguez (Olympique de Marseille), Gnégnéri Yaya Touré (AS Monaco): 1 but csc

### Coupe de la Ligue 2006/2007
| Date     | Tour | Domicile | Score | Visiteurs | Buteur(s)                                                                                 | Carton(s)                                                                                     | Spect. | Arbitre    |
| 20/09/06 | 1/16 | Sedan    | 0-1   | Sochaux   | Football Club Sochaux-Montbéliard N'Daw 22e                                               | Club Sportif Sedan Ardennes Jau 61e Lemoigne 66e Football Club Sochaux-Montbéliard Brunel 88e | 4 584  | B. Ruffray |
| 24/10/06 | 1/8  | Sochaux  | 5-0   | Dijon FCO | Football Club Sochaux-Montbéliard Séne 7e 36e Isabey 27eZiani 69e Mezague 90e             | Dijon FCO Avezac 11e Vosahlo 42e Tacalfred 45e Ba 55e Perraud 78e                             | 11 648 | T. Auriac  |
| 19/12/06 | 1/4  | Sochaux  | 1-2   | Le Mans   | Football Club Sochaux-Montbéliard Isabey 74e Le Mans Union Club 72 Samassa 7e Grafite 27e | Le Mans Union Club 72 Thomas 54e                                                              | 17 437 | E. Poulat  |

### Coupe de France 2006/2007
| Date     | Tour | Domicile      | Score              | Visiteurs    | Buteur(s) | Carton(s) | Spect. | Arbitre    |
| 06/01/07 | 1/32 | Saint-Étienne | 1-3                | Sochaux      | Association sportive de Saint-Étienne Loire Heinz 82e Football Club Sochaux-Montbéliard Quercia 21e Álvaro 23e Le Tallec 90+2e | Association sportive de Saint-Étienne Loire Hognon 51e Perquis 69e Football Club Sochaux-Montbéliard Ziani 17e Le Tallec 86e Leroy 87e N'Daw 90e | 17 063 | S. Bré     |
| 20/01/07 | 1/16 | Sochaux       | 2-1                | Lyon-Duchère | Football Club Sochaux-Montbéliard Pitau 78e Álvaro 90+1esp AS Lyon-Duchère Benayen 4e                                          | Football Club Sochaux-Montbéliard Afolabi 14e AS Lyon-Duchère                                                                                    | 9 103  | P. Malige  |
| 30/01/07 | 1/8  | Monaco        | 0-2                | Sochaux      | Association sportive de Monaco football club Football Club Sochaux-Montbéliard Pitau 28e Le Tallec 64e                         | Association sportive de Monaco football club Koller 77e Football Club Sochaux-Montbéliard Leroy 66e                                              | 4 046  | E. Poulat  |
| 27/02/07 | 1/4  | Sochaux       | 2-1                | Paris SG     | Football Club Sochaux-Montbéliard Isabey 25e Dagano 40e Paris Saint-Germain Football Club Afolabi 75ecsc                       | Football Club Sochaux-Montbéliard Afolabi 67e Tošic 72e Paris Saint-Germain Football Club Rothen 83e                                             | 18 054 | L. Duhamel |
| 17/04/07 | 1/2  | Montceau      | 0-2 a.p.           | Sochaux      | FC Montceau Bourgogne Football Club Sochaux-Montbéliard Grax 95e Leroy 111e                                                    | FC Montceau Bourgogne Cortambert 58e Football Club Sochaux-Montbéliard N'Daw 74e Ziani 103e                                                      | 15 346 | T. Auriac  |
| 12/05/07 | F    | Marseille     | 2-2 a.p. (4-5 tab) | Sochaux      | Olympique de MarseilleCissé 5e 98e Football Club Sochaux-MontbéliardDagano 67e Le Tallec 115e                                  | Olympique de MarseilleRodriguez 90e Oruma 90e Football Club Sochaux-Montbéliard                                                                  | 79 850 | E. Poulat  |

|                                                 |                 | -                                                    |  |  |  |
|                                                 |                 |                                                      |  |  |  |
| Taiwo · Maoulida · Cana · Cissé · Nasri · Zubar | Tirs au but 4–5 | Ziani · Birsa · Le Tallec · Leroy · Bréchet · Brunel |  |  |  |

## Affluences
Affluences à domicile en championnat :
- Moyenne : 14.675 (taux de remplissage: 73.36%)
- Maximale : 19.990 contre l'Olympique de Marseille
- Minimale : 9.930 contre le CS Sedan-Ardennes